# 5442 Drossart
5442 Drossart è un asteroide della fascia principale. Scoperto nel 1991, presenta un'orbita caratterizzata da un semiasse maggiore pari a 2,8870331 UA e da un'eccentricità di 0,0728241, inclinata di 1,48832° rispetto all'eclittica.